# Glikoprotein
Glikoproteín je sestavljena beljakovina, ki je kovalentno povezana z oligosaharidom. Mednje sodijo na primer številni encimi, večina beljakovinskih hormonov, vsa protitelesa in številne membranske beljakovine. Oligosaharidni oziroma glikanski del se veže na beljakovino med potekom prevajanja (kotranslacijska modifikacija) oziroma po njem (posttranslacijska modifikacija). V celičnih beljakovinah, katerih deli sežejo tudi v zunajcelični prostor, je zunajcelični predel često glikoziliran. Pogosto gre za integralne membranske beljakovine, ki imajo pomembno vlogo pri interagiranju med celicami. Pojavljajo se tudi v citosolu, vendar vloga le-teh ni dokončno pojasnjena.

## N-glikozilacija in O-glikozilacija
Glede na mesto vezave sladkornega dela na beljakovino ločimo dve vrsti glikoproteinov:
- v N-glikoziliranih glikoproteinih je sladkorna veriga vezana na amidni dušik stranske verige asparagina;
- v O-glikoziliranih glikoproteinih pa se sladkorni del veže preko kisika v hidroksilni skupini stranske verige hidroksilizina, hidroksiprolina, serina ali treonina.

## Monosaharidi
Monosaharidi, ki se najpogosteje pojavljajo v evkariontskih glikoproteinih, so:
| Sladkor                     | Vrsta                                        | Okrajšava |
| --------------------------- | -------------------------------------------- | --------- |
| β-D-glukoza                 | heksoza                                      | Glc       |
| β-D-galaktoza               | keksoza                                      | Gal       |
| β-D-manoza                  | heksoza                                      | Man       |
| α-L-fukoza                  | deoksiheksoza                                | Fuc       |
| N-acetilgalaktozamin        | aminoheksoza                                 | GalNAc    |
| N-acetilglukozamin          | aminoheksoza                                 | GlcNAc    |
| N-acetilnevraminska kislina | aminononulozonska kislina (sialična kislina) | NeuNAc    |
| ksiloza                     | pentoza                                      | Xyl       |

Sladkorni del lahko pomaga pri zvijanju beljakovine ali izboljša njeno obstojnost.